# Grüneberg (Löwenberger Land)
Grüneberg ist ein Ortsteil der Gemeinde Löwenberger Land im Norden des Landes Brandenburg.

## Geographie

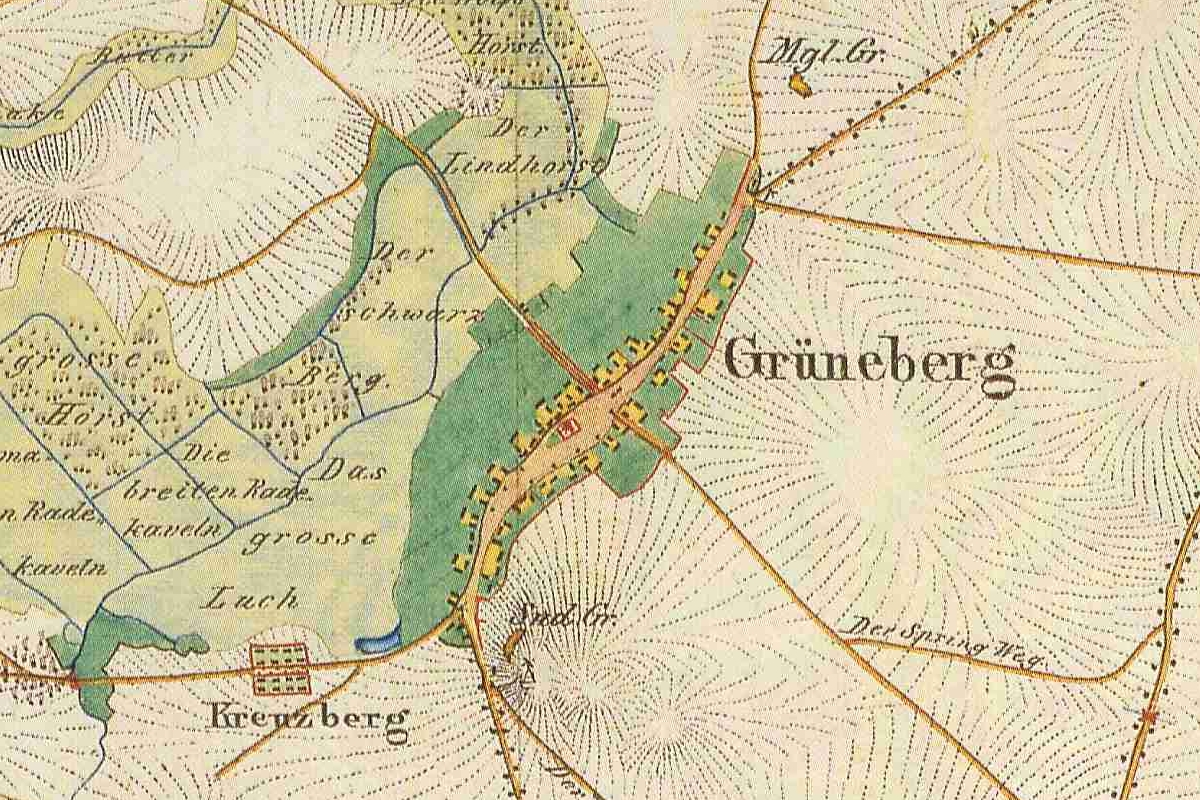
Grüneberg auf einem Messtischblatt der Preußischen Uraufnahme von 1840

Grüneberg liegt am naturräumlichen Übergang von der Granseer Platte zur Zehdenick-Spandauer Havelniederung. Zum Ortsteil gehören die Wohnplätze Pappelhof, Sandberge, Weiße Villa und Zollkrug. Grüneberg grenzt im Nordosten an den Ortsteil Liebenberg, im Südosten an die Stadt Liebenwalde, im Süden an die Ortsteile Nassenheide und Neuendorf sowie im Westen an die Ortsteile Teschendorf und Neulöwenberg. Der Dreetzsee südwestlich der Ortslage gehört bereits zu Neulöwenberg.
Der Haltepunkt Grüneberg liegt an der Berliner Nordbahn und wird durch die Linie RB 12 bedient.

## Geschichte
Grüneberg wurde 1356 als Grunenberg erstmals urkundlich erwähnt. Es entwickelte sich in der Form eines Angerdorfes und gehörte zur Grundherrschaft Löwenberg. Seit spätestens 1459 besitzt Grüneberg eine Kirche, die traditionell die Mutterkirche von Liebenberg war. Als Dorf des Landes Löwenberg bildete es seit dem 17. Jahrhundert einen Teil des Glien-Löwenbergischen Kreises der Mark Brandenburg. Im Jahr 1800 wird in Grüneberg ein Vorwerk und ein Krug erwähnt. 1817 kam Grüneberg zum Kreis Ruppin der neuen Provinz Brandenburg. 1840 umfassten das Dorf und das Rittergut Grüneberg 70 Wohnhäuser. In der Nähe befand sich ein Zollhaus.
1877 erhielt Grüneberg einen Bahnhof an der Berliner Nordbahn, der inzwischen zu einem Haltepunkt zurückgebaut wurde.
Im Jahr 1900 war Grüneberg eine Landgemeinde mit einer Fläche von 1756 ha, zu deren Bezirk die Wohnplätze Grüneberger Bruch und Grüneberg-Kreuzberg gehörten. 1925 wird darüber hinaus die Ansiedlung Pappelhof als Wohnplatz genannt.
In der Zeit des Nationalsozialismus mussten Frauen aus dem Konzentrationslager Ravensbrück im KZ-Außenlager Grüneberg für die Polte-Werke von 1943 bis 1945 Zwangsarbeit leisten.
1946 wurden im Rahmen der Bodenreform in der Sowjetischen Besatzungszone rund 245 ha Bodenfläche aufgeteilt. Die erste Landwirtschaftliche Produktionsgenossenschaft wurde 1953 gegründet, eine weitere folgte.
Seit der Verwaltungsreform von 1952 gehörte Grüneberg zum Kreis Gransee des Bezirks Potsdam. Von 1992 bis 1997 wurde Grüneberg durch das Amt Löwenberg verwaltet und wurde 1993 Teil des neuen Landkreises Oberhavel. Am 31. Dezember 1997 wurde das Amt Löwenberg aufgelöst und Grüneberg schloss sich mit neun weiteren Gemeinden zur neuen Gemeinde Löwenberger Land zusammen. Grüneberg bildet seitdem einen Ortsteil.

## Einwohnerentwicklung
Die folgende Tabelle zeigt die Einwohnerentwicklung von Grüneberg zwischen 1875 und 1996 im Gebietsstand des jeweiligen Stichtages:
| Stichtag      | Einwohner | Bemerkungen                         |
| ------------- | --------- | ----------------------------------- |
| 1. Dez. 1875  | 0585      | Volkszählung                        |
| 1. Dez. 1890  | 0759      | Volkszählung                        |
| 1. Dez. 1910  | 0876      | Volkszählung                        |
| 16. Juni 1925 | 0899      | Volkszählung                        |
| 16. Juni 1933 | 1018      | Volkszählung                        |
| 17. Mai 1939  | 1491      | Volkszählung                        |
| 29. Okt. 1946 | 1853      | Volkszählung                        |
| 31. Aug. 1950 | 1759      | Volkszählung                        |
| 31. Dez. 1964 | 1417      | Volkszählung                        |
| 1. Jan. 1971  | 1432      | Volkszählung                        |
| 31. Dez. 1981 | 1303      | Volkszählung                        |
| 3. Okt. 1990  | 1230      | Tag der Deutschen Einheit           |
| 31. Dez. 1996 | 1225      | letzter Stichtag vor Gemeindefusion |

## Kultur und Sehenswürdigkeiten
Die Kirche Grüneberg war ursprünglich frühgotischen Stils. Es ist eine Saalkirche mit angebauter Vorhalle, Sakristei und einem breiten Turmhaus. An der Kirche finden sich Spuren von Spitzbogenfenstern. Das Turmhaus besitzt ein spitzbogiges, zweimal abgestuftes Westportal. Der Kanzelaltar im Stil des Barock entstand etwa 1750.
1989 wurde am Ort des ehemaligen KZ-Außenlagers ein Denkmal eingeweiht.

## Persönlichkeiten
- Karl-Heinz Wirzberger (* 1925; † 1976), Amerikanist und Mitglied der Volkskammer, in Grüneberg geboren
- Sebastian Mielitz (* 1989), Fußballspieler, 1996–1999 Spieler bei der TSG Fortuna 21 Grüneberg
- Gerhard Gabriel (* 1950), Pfarrer in Ruhestand in Grüneberg und Träger Bundesverdienstkreuzes
- Bernd-Christian Schneck, Träger des Bundesverdienstkreuzes, ehem. Bürgermeister des Löwenberger Landes, lebt in Grüneberg
- Karl-Heinz Wacker, Ortsvorsteher in Grüneberg

## Galerie

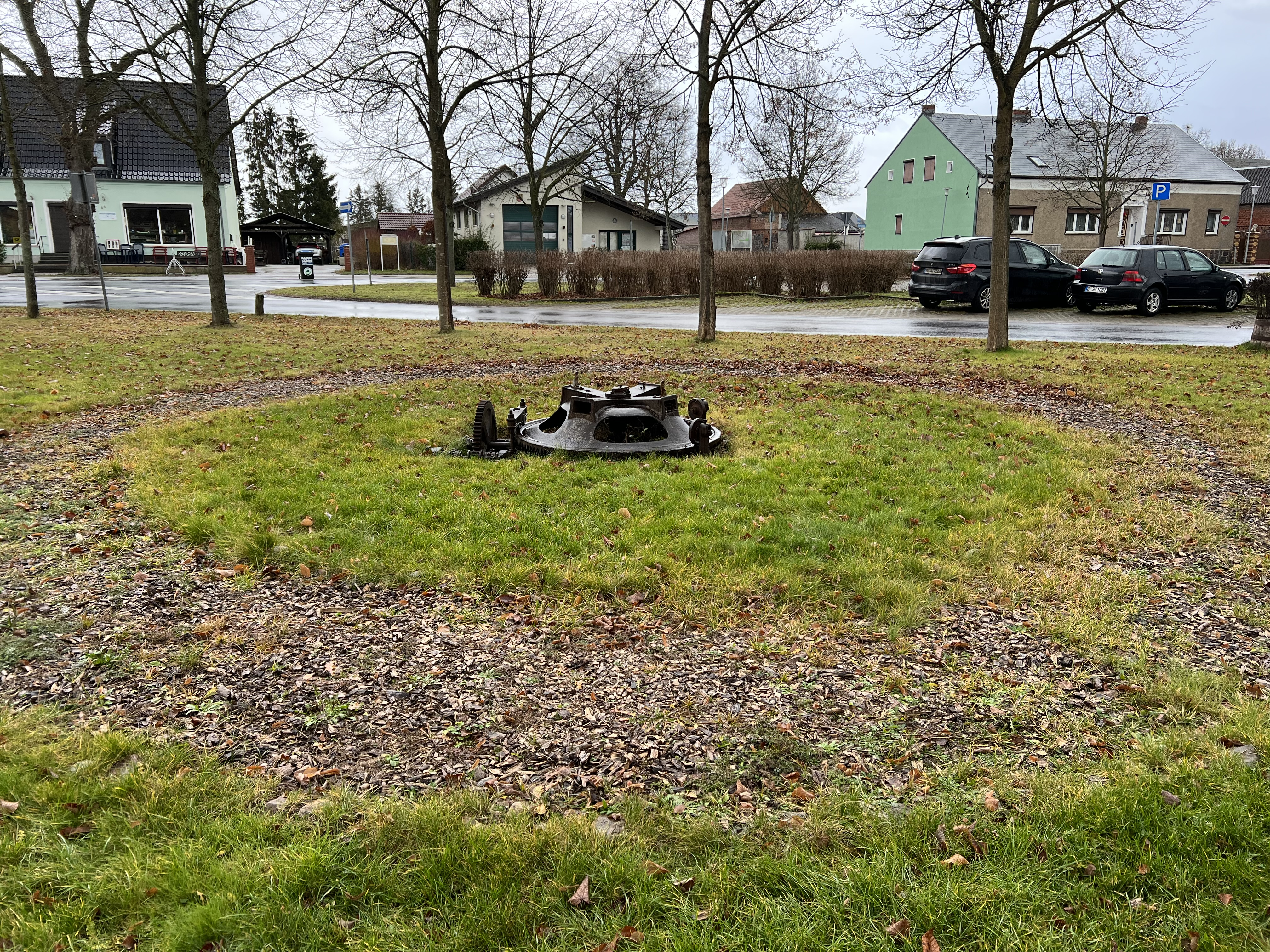
Historischer Göpel
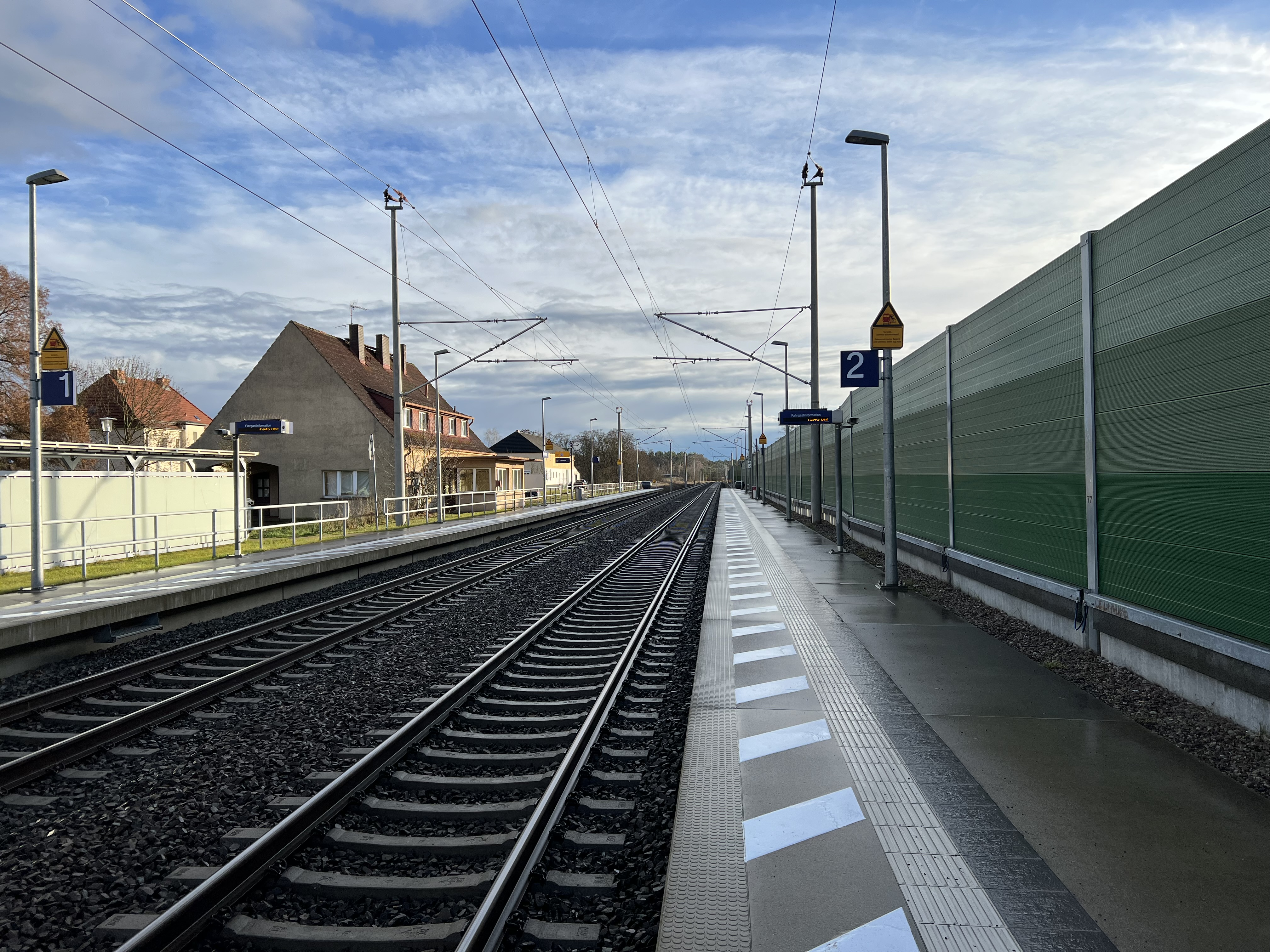
Bahnhof Grüneberg
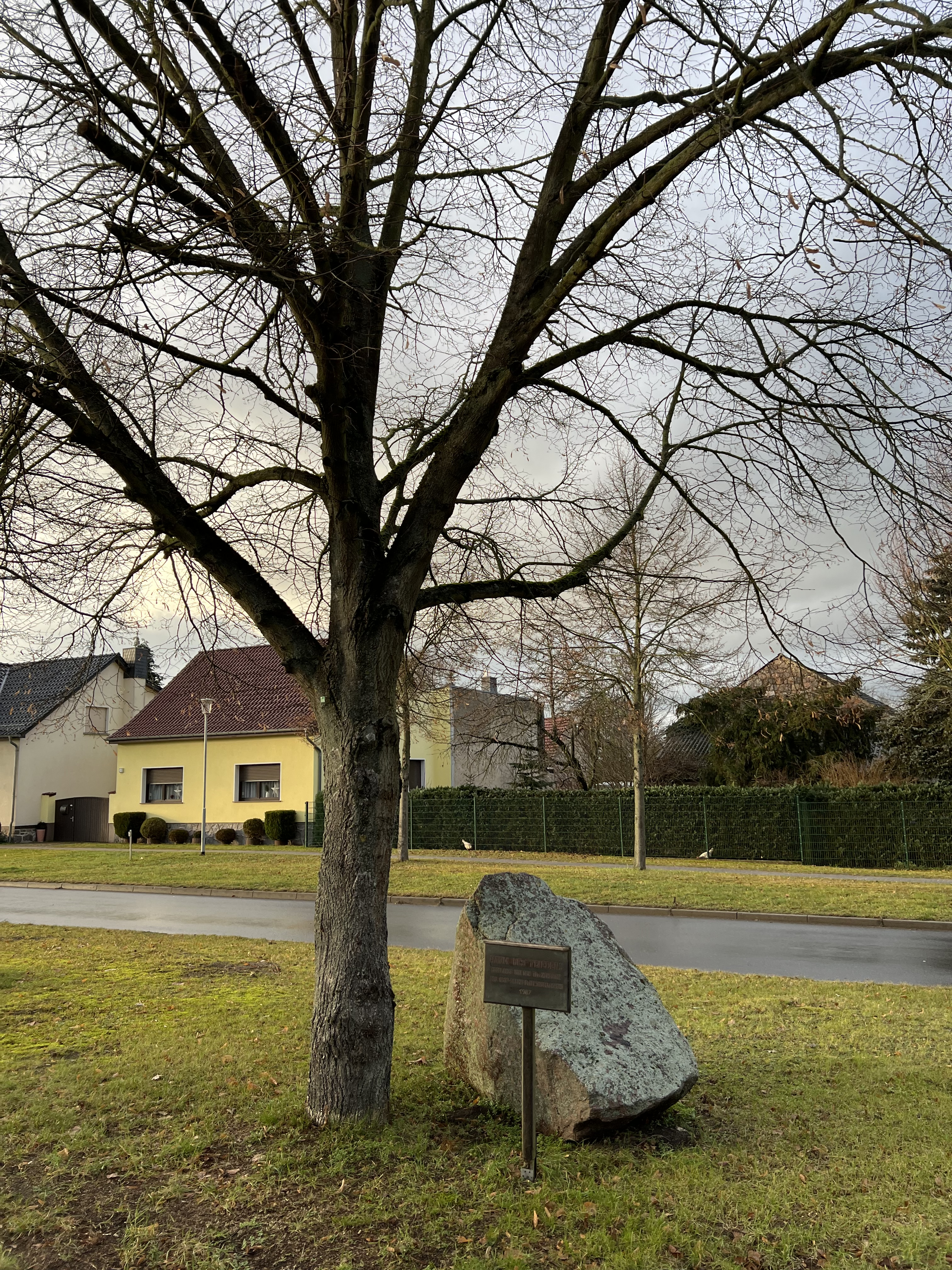
1987 von Teilnehmenden des Olof-Palme-Marsches gepflanzter „Baum des Friedens“
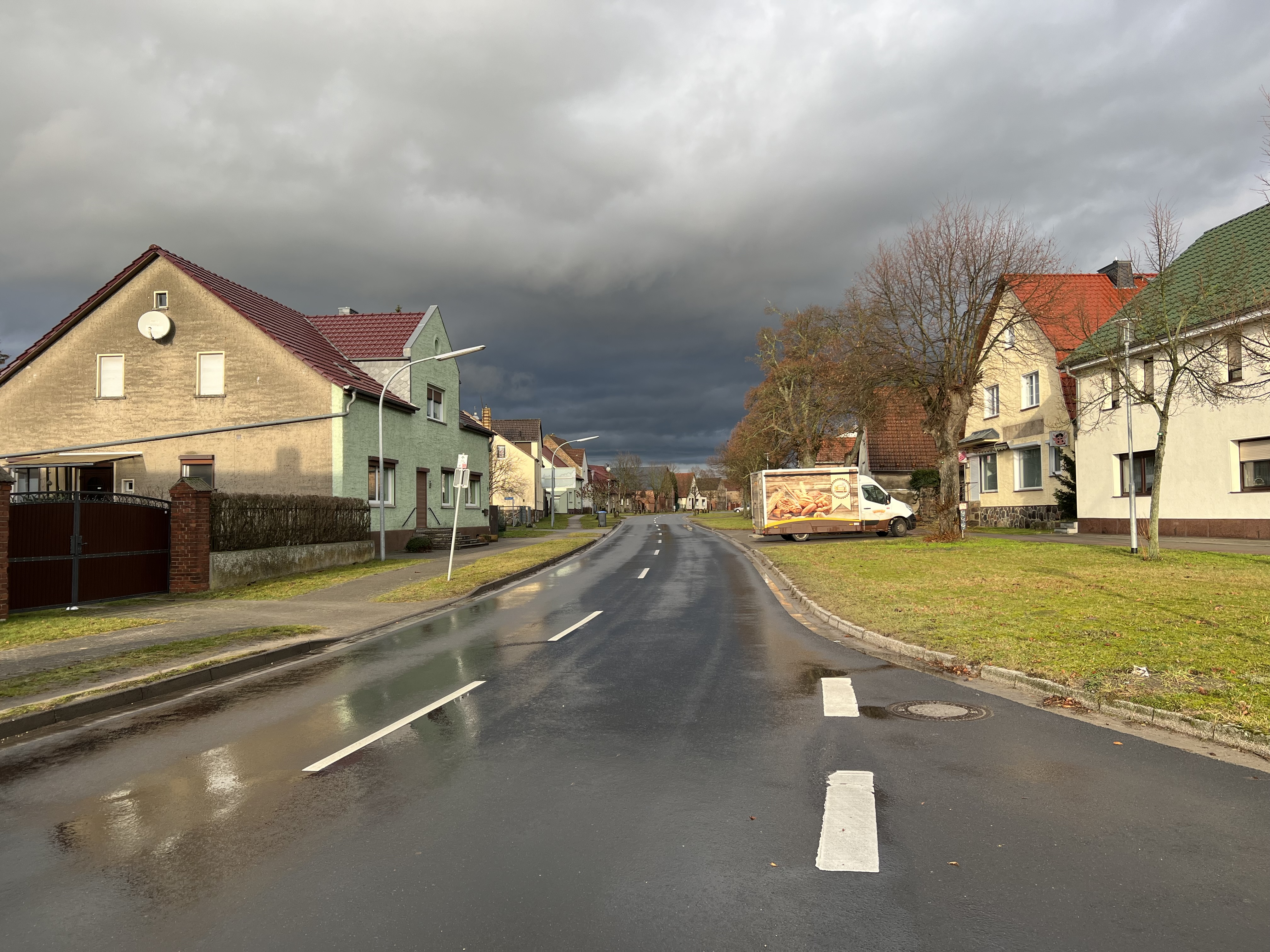
Dorfanger